# Подлесное (Марксовский район)
Подлесное — село в Марксовском районе Саратовской области, административный центр сельского поселения Подлесновское муниципальное образование.
Основано в 1768 году как немецкая колония Унтервальден
Население - 3780 (2021)

## История
Основано в 1767 году как немецкая колония Унтервальден. Вызывательская колония Борегарда. Основатели – 40 семей из Дармштадта и Дилленбурга. Колония относилась к Панинскому колонистскому округу, с 1871 года к Панинской, затем к Рязановской волости Николаевского уезда Самарской губернии.
В прошлом здесь были большие леса, однако ко времени образования поселения большая часть была омыта Волгой, часть была заповедной. Поселенцы предпринимали попытки высаживать лес, однако они не увенчались особым успехом. После 1915 года получила название Подлесное (буквальный перевод немецкого названия). Известны также два других исторических названия: Майнгардт (по фамилии первого старосты) и Вейнгардт.
В 1837 году Подлесное посетил будущий император Александр II. Поэт В. А. Жуковский писал:
В 1837 году изволил проезжать через „Баронскую“ колонию Государь Наследник, а в Унтервальдене останавливался у Г. Мейнгардта. Дом у него прекрасный, и хозяин, в память высокого посещения Царственного Гостя, сделал на балконе золотыми буквами надпись, что Его Величество осчастливил посетить скромное его жилище такого-то числа и месяца.
После образования трудовой коммуны (автономной области) немцев Поволжья село Унтервальден - административный центр Унтервальденского сельского совета Марксштадтского кантона.
Тяжёлым испытанием стал голод в Поволжье: в 1921 году родились 119 человек, умерли – 410. В 1926 году в селе имелись кооперативная лавка, сельскохозяйственная артель, сельскохозяйственное кредитное товарищество, начальная школа, библиотека, изба-читальня, с сельсовет. В 1926 году в Унтервальденский сельсовет входили: село Унтервальден, хутора Пиль, Караман, Штенгельграбен, Сайдамм. В 1927 году село Подлесное, оно же Майнгардт, было переименовано в Унтервальден.
С 1 января 1935 года, после выделения Унтервальденского кантона из Марксштадтского, и до ликвидации АССР немцев Поволжья в 1941 году село Унтервальден - административный центр Унтервальденского кантона АССР немцев Поволжья.

28 августа 1941 года был издан Указ Президиума ВС СССР о переселении немцев, проживающих в районах Поволжья. 20 сентября 1941 года немецкое население было депортировано, в опустевшем селе остались лишь две русские семьи. В опустевшие хозяйства приехали несколько семей из Духовницкого, 3 октября прибыли эвакуированные украинцы из Старобельского района Ворошиловградской области. Село как и другие населённые пункты Унтервальденского кантона было передано Саратовской области, вновь переименовано в Подлесное. В 1941—1959 годах — центр Подлесновского района Саратовской области.
В селе был организован колхоз «Победа». В 1970-е годы с связи со строительством мелиоративных систем стало быстро увеличиваться число жителей, строятся многоквартирные дома, 1 сентября 1981 года открылась новая четырёхэтажная школа.

## Физико-географическая характеристика
Село находится в Низком Заволжье, относящемся к Восточно-Европейской равнине, на берегу волжской протоки Волжанка. На северо-востоке граничит с селом Михайловка, на юго-западе Сосновка. Высота центра населённого пункта - 27 метров над уровнем моря. В окрестностях населённого пункта распространены чернозёмы южные.
По автомобильным дорогам расстояние до областного центра города Саратова - 93 км, до города Энгельс - 76 км, до районного центра города Маркс - 30 км. У села проходит региональная автодорога Р226 (Волгоград - Энгельс - Самара)
Климат
Климат умеренный континентальный (согласно классификации климатов Кёппена - Dfa). Многолетняя норма осадков - 520 мм. Наибольшее количество осадков выпадает в декабре - 57 мм, наименьшее в марте - 31 мм. Среднегодовая температура положительная и составляет + 6,4 °С, средняя температура самого холодного месяца января -10,6 °С, самого жаркого месяца июля +22,7 °С.
Часовой пояс
Подлесное, как и вся Саратовская область, находится в часовой зоне МСК+1. Смещение применяемого времени относительно UTC составляет +4:00.

## Население
Динамика численности населения
| 1767 | 1773 | 1788 | 1798 | 1816 | 1834 | 1850 | 1859 | 1883 | 1889 | 1897 | 1905 | 1910 | 1920 | 1922 | 1923 | 1926 | 1931 |
| ---- | ---- | ---- | ---- | ---- | ---- | ---- | ---- | ---- | ---- | ---- | ---- | ---- | ---- | ---- | ---- | ---- | ---- |
| 147  | 150  | 194  | 234  | 386  | 778  | 1117 | 1205 | 1760 | 2022 | 2250 | 3127 | 3616 | 2697 | 2021 | 1943 | 2051 | 2725 |

| 1939 | 2002  | 2010  | 2021  |
| ---- | ----- | ----- | ----- |
| 2411 | ↗4180 | ↘3758 | ↗3780 |

В 1931 году немцы составляли 100 % населения села